# Noritaka Fujisawa
Noritaka Fujisawa (藤澤 典隆 Fujisawa Noritaka?, nacido el 23 de agosto de 1988 en Mie) es un futbolista japonés que se desempeña como defensa.

## Trayectoria

### Clubes
| Club                     | País     | Año         |
| ------------------------ | -------- | ----------- |
| Sagawa Shiga FC          | Japón    | 2012        |
| SC Viktoria 06 Griesheim | Alemania | 2013        |
| FC Ryukyu                | Japón    | 2014 - 2017 |
| Kagoshima United FC      | Japón    | 2018 -      |

## Estadística de carrera

### J. League
| Club      | Año   | J. League | J. League | Copa J. League | Copa J. League | Total | Total |
| Club      | Año   | Part.     | Goles     | Part.          | Goles          | Part. | Goles |
| --------- | ----- | --------- | --------- | -------------- | -------------- | ----- | ----- |
| FC Ryukyu | 2014  | 33        | 6         | -              | -              | 33    | 6     |
| FC Ryukyu | 2015  | 26        | 3         | -              | -              | 26    | 3     |
| FC Ryukyu | 2016  | 30        | 2         | -              | -              | 30    | 2     |
| FC Ryukyu | 2017  | 32        | 5         | -              | -              | 32    | 5     |
| Total     | Total | 121       | 16        | 0              | 0              | 121   | 16    |